# 체스키크룸로프성

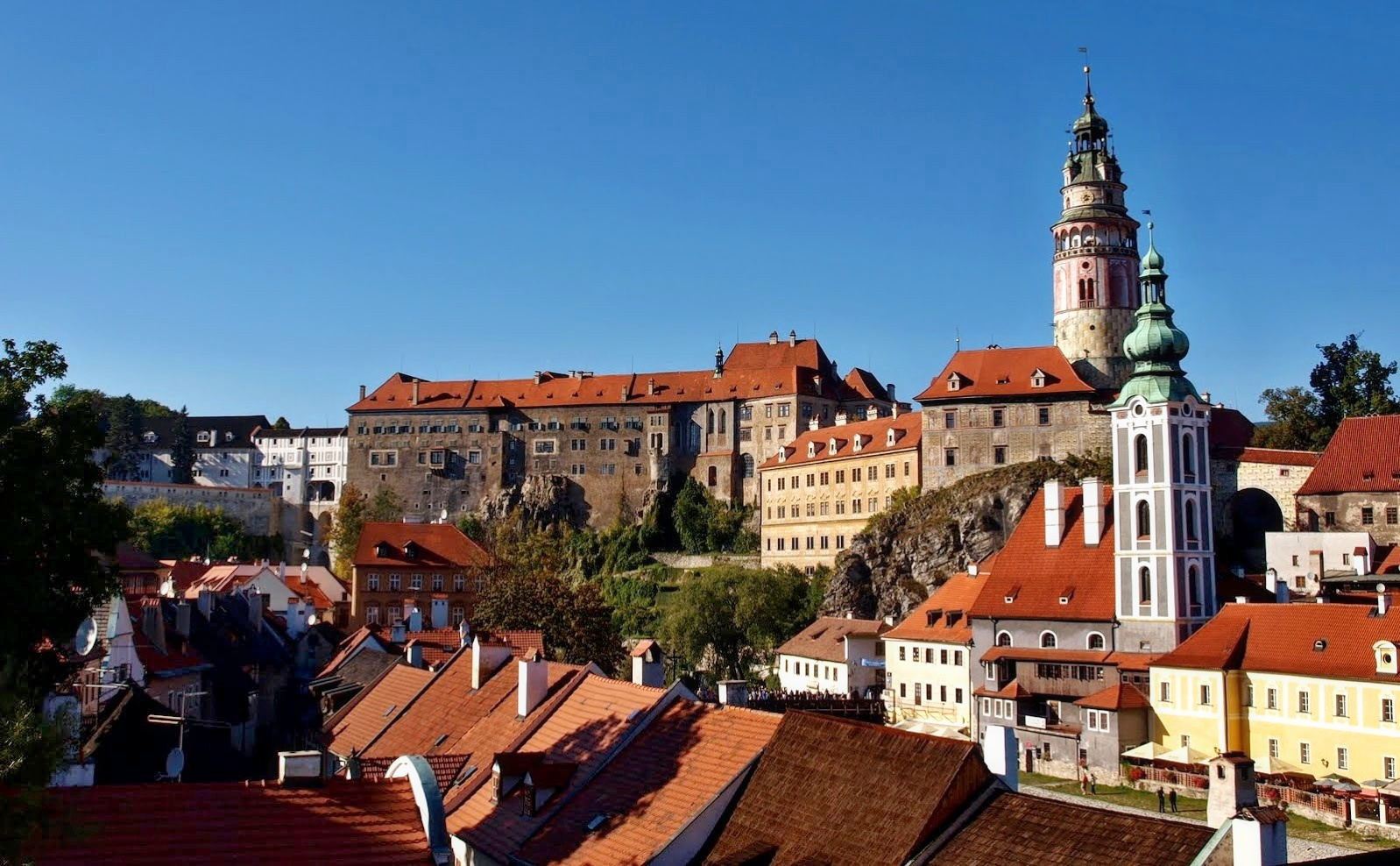
체스키크룸로프성

체스키크룸로프성(체코어: Hrad Český Krumlov)은 체코 남보헤미아주 체스키크룸로프에 있는 성이다. 현재 이 성은 국가 유산으로 지정되어 주요 관광 명소로 활용되고 있다. 이 성은 프라하성 다음으로 체코에서 두 번째로 많이 방문하는 성이자 두 번째로 큰 성이다.